# Paul Fürbringer

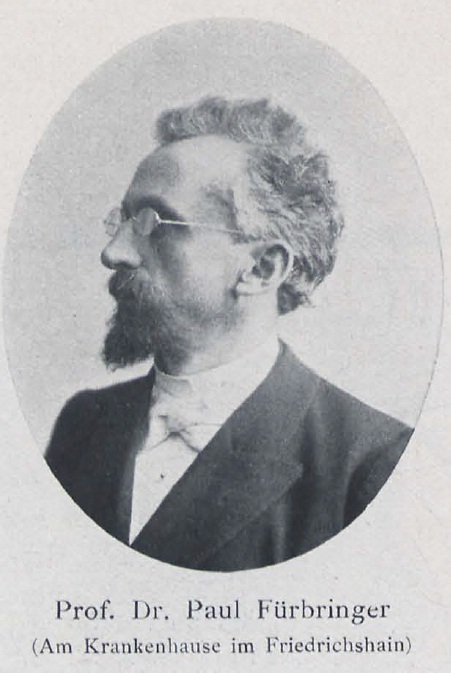
Paul Fürbringer. Foto von 1901.

Paul Walther Fürbringer (* 7. August 1849 in Delitzsch; † 21. Juli 1930 in Berlin) war ein deutscher Mediziner. Er verwendete 1888 die Händedesinfektion mit Alkoholsublimat vor Operationen.

## Leben
Fürbringer war Sohn eines höheren richterlichen Beamten in Delitzsch und verbrachte seine Schulzeit in Oberschlesien. Er war der Bruder des Anatomen und Ornithologen Max Fürbringer (1846–1920). Paul Fürbringer studierte in Berlin und Jena und machte als Hilfsarzt den Feldzug 1870/71 mit. 1872 bis 1874 arbeitete er am pathologischen Institut in Jena. In Jena wurde er 1874 mit einer Arbeit über das Kopfskelett von Myxine glutinosa zum Doktor der Medizin promoviert. Er war Assistent in Jena und in Heidelberg bei Nicolaus Friedreich, wo er über die Lungenmykosen des Menschen und Quecksilberwirkung arbeitete. 1879 wurde er Professor für Haut- und Kinderkrankheiten an der Universität Jena und übernahm die medizinische Distriktspoliklinik in Jena. 1886 wurde er als Direktor der inneren Abteilung des Krankenhauses Friedrichshain zu Berlin und 1890 zugleich zum Geheimen Medizinalrat und Mitglied des Königlichen Medizinalkollegiums für Berlin und die Mark Brandenburg ernannt. 1903 legte er seine Krankenhausstellung nieder, blieb aber bis zu seinem Tod als ärztlicher Konsiliarius und Gutachter tätig.
Fürbringer entwickelte ein spezielles Verfahren der präoperativen Hände- und Unterarmdesinfektion (Fürbringer-Methode; 1888 Einführung der chirurgischen Händedesinfektion mit Alkohol und Sublimat), einen Eiweißnachweis im Harn (Fürbringer-Reaktion) sowie chirurgische Instrumente (z. B. Fürbringer-Trokar).
Weitere Arbeitsgebiete waren Krankheiten des Urogenitalsystems, Quecksilberwirkung, akute Infektionskrankheiten, Händedesinfektion, Leberkrankheiten, Lumbalpunktion und Liquordiagnostik (mit ersten systematischen Untersuchungsergebnissen 1895), Klimatotherapie (Reiseberichte aus den Mittelmeerländern), Sportmedizin und Pharmakologie.
1925 wurde er Ehrenmitglied der Leopoldina, in die er 1883 aufgenommen worden war.
Paul Fürbringer starb, kurz vor seinem 81. Geburtstag, im Juli 1930 in Berlin und wurde auf dem Alten Zwölf-Apostel-Kirchhof in Schöneberg beigesetzt. Das Grab ist nicht erhalten.

## Schriften
- Die Muskeln des Kopfskelets der Myxine glutinosa unter specieller Würdigung der Kaufunction. Inaugural-Dissertation, Jena: Mauke, 1874.
- Untersuchungen zur vergleichenden Anatomie der Muskulatur des Kopfskelets der Cyclostomen, Jena: Dufft 1875.
- Ueber Spermatorrhöe und Prostatorrhöe, Leipzig: Breitkopf und Härtel, 1881.
- Untersuchungen und Vorschriften über die Desinfektion der Hände des Arztes. J. F. Bergmann, Wiesbaden 1888.
- Die Krankheiten der Harn- und Geschlechtsorgane. Weden, Braunschweig 1884; 2. Auflage 1890.
- Über die Punktionstherapie der serösen Pleuritis und ihre Indication. Fischer’s Medizinische Buchhandlung, Berlin 1890.
- Die Störungen der Geschlechtsfunctionen des Mannes. Hölder, Wien 1895 (Specielle Pathologie und Therapie; 19,3).
- Medizinische Winke fürs Radfahren. C. Marhold, Halle a.S. 1904.